# Timothy Brownell
Timothy Robert Brownell (* 12. Juli 1997 in Lebanon, New Hampshire) ist ein US-amerikanischer Squashspieler.

## Karriere
Brownell absolvierte von 2016 bis 2020 ein Studium der Wirtschaftswissenschaften am Harvard College, für das er auch im College Squash aktiv war. Bereits während seines Studiums begann er auf der PSA World Tour zu spielen, auf der er bislang drei Titel gewann. Seine höchste Platzierung in der Weltrangliste erreichte er mit Position 29 am 10. Juni 2024. 2017 wurde er erstmals für die US-amerikanische Nationalmannschaft nominiert und debütierte bei den Panamerikameisterschaften. Auch 2018 und 2022 gehörte er zum Kader. 2022, 2024 und 2025 wurde er US-amerikanischer Meister. Bei den Panamerikanischen Spielen 2023 in Santiago de Chile gewann er mit Olivia Clyne im Mixed die Goldmedaille. 2023 und 2024 stand er im US-amerikanischen Kader bei der Weltmeisterschaft.

## Erfolge
- Gewonnene PSA-Titel: 3
- Panamerikanische Spiele: 1 × Gold (Mixed 2023)
- US-amerikanischer Meister: 3 Titel (2022, 2024, 2025)